# Emina Cunmulaj
Emina Cunmulaj (Michigan, 12 settembre 1984) è una supermodella statunitense, di origini albanesi.

## Carriera
Emina Cunmulaj è nata in Michigan, negli Stati Uniti da genitori albanesi, ma trasferita in Montenegro, all'epoca parte della Jugoslavia, all'età di quattro anni nel 1988. La Cunmulaj parla fluentemente il serbo, inglese e albanese.
Emina Cunmulaj viene scoperta dalla Elite Model Management dopo essere stata semi finalista nel concorso Elite Model Look Jugoslavia 2001 ed aver vinto l'Elite Model Look 2001. Nello stesso anno, la modella firma un contratto con la Elite. All'età di diciassette anni si trasferisce definitivamente negli Stati Uniti. Sin dal suo debutto, la modella è stata protagonista delle campagne pubblicitarie di Dolce & Gabbana, Bergdorf Goodman, Dooney & Bourke, Etro, Versace, Emanuel Ungaro, Blumarine, Jean Paul Gaultier, Bottega Veneta, Iceberg, Mango, Extè, H&M e Just Cavalli.
Inoltre ha sfilato per Gucci, Hermès, Carolina Herrera Christian Dior, Diane von Fürstenberg, Michael Kors, Giorgio Armani, Gianfranco Ferré, Louis Vuitton, Missoni, Moschino, Oscar de la Renta, Paco Rabanne, John Galliano, Fendi, Karl Lagerfeld, Valentino, Yves Saint Laurent e Chanel.
È anche comparsa sulle copertine di riviste come Vogue (edizione messicana), Elle (edizione tedesca), Marie Claire (edizione italiana) ed Harper's Bazaar (edizione britannica).

## Agenzie
- Munich Models
- Irene Marie Management Group
- Marilyn Agency - Parigi
- Muse Management
- Elite Model Management - Londra